# Pedro Lerma
Pedro Lerma (* 1916 in Madrid; † 2003) war ein spanischer Pianist und Musikpädagoge. 

## Leben und Wirken
Lerma hatten den ersten Klavierunterricht bei seiner Mutter, die Pianistin war, und setzte ihn am Konservatorium von Madrid bei José Cubiles fort. Er schloss die Ausbildung 1934 mit einem Ersten Preis ab und erhielt am Konservatorium einen Lehrstuhl für Klavier. Er unternahm erfolgreiche Konzertreisen durch Europa und Amerika. Später ging er nach Santo Domingo und wurde Professor am Conservatorio Nacional de Música y Declamación. 
Mit dem Cellisten Ennio Orazi und dem Geiger Alberto Piantini bildete Lerma das Trio Lerorpi, das 1950 in Santo Domingo debütierte und insbesondere mit Werken Beethovens und Mendelssohns erfolgreich war.